# Pallante (eroe)
Pallante (in greco antico: Πάλλας?, Pállas) o Pallade è un personaggio della mitologia greca. Fu l'eponimo di Pallene, nell'Arcadia.

## Genealogia
Figlio di Pandione II e di Pylia figlia del re di Megara Phylas. 

Fu padre dei Pallantidi.

## Mitologia
Nato a Megara, dove suo padre si recò in esilio dopo che i figli di Metione presero il trono di Atene, alla morte del proprio padre e con i suoi tre fratelli (Egeo, Niso e Lico), scacciò i figli di Metione e riprese il controllo dell'Attica. 

Nella successiva suddivisione del regno tra i quattro fratelli, ad Egeo spettò il trono di Atene ed a Pallante spettò Paralia (o Diacria, oppure condivise il potere su diversi Demo dell'Attica meridionale con il fratello Egeo). 

Più tardi e dopo la morte di Egeo, tentò di prendere il trono dall'erede legittimo (suo nipote Teseo, figlio del defunto Egeo) ma fallì e dallo stesso Teseo fu ucciso così come furono uccisi tutti i suoi cinquanta figli.

### Confusioni ed altre versioni
Vi è una certa confusione tra questo Pallante e gli altri suoi omonimi e spesso questo problema già affliggeva gli stessi autori greci. 

Ma a questo va aggiunto che oltre ai "Pallante" (dal greco "Παλλας" = Pállas, che diventa il latino "Pallas" e quindi l'italiano "Pallante"), vanno considerati anche i "Pallade" che altro non sono che una diversa trascrizione dell'originale "Παλλας". 

E non è finita, perché alcuni miti sono stati ripresi da autori latini e questo ha generato delle errate associazioni del nome di ogni personaggio e della sua genealogia e così sono a noi pervenute delle versioni dello stesso personaggio che ne deviano il destino, la genealogia e la collocazione geografica e temporale:
Servio Mario Onorato scrive che Pallante non fosse fratello di Egeo bensì il figlio (quindi fratello di Teseo) e che da lui fu cacciato dall'Attica. Così si recò in Arcadia, dove divenne re e fondò una dinastia alla quale appartenevano Evandro ed un altro Pallante.